# Buffy Summers
Buffy Anne Summers es el personaje que da nombre a la película y serie de televisión Buffy, la cazavampiros, interpretado por Kristy Swanson (película) y Sarah Michelle Gellar (serie).

## El personaje
Buffy, Hija de Hank y Joyce Summers, nació en Los Ángeles, California, el 19 de enero de 1980. De niña pasó por una etapa en la que idolatraba a la patinadora sobre hielo Dorothy Hamill. Buffy comenzó sus estudios en el colegio Hemery High en Los Ángeles, donde era una de las más populares; en 1996 fue elegida como Princesa de graduación y reina de la Fiesta. 
Ese mismo año la vida de Buffy dio un giro inesperado, al descubrir que es la Elegida. La Cazadora es la encargada de impedir que las fuerzas del mal (vampiros, demonios y demás seres sobrenaturales) acaben con la humanidad. Merrick, su primer vigilante, es asesinado. En su lucha contra los vampiros que atacaban su instituto el “Hemery High School”, quema accidentalmente el gimnasio con lo que se gana la expulsión. Por lo que se muda junto con su madre al 1630 Revello Drive en Sunnydale. Allí trata de llevar una vida normal, dejando atrás su trabajo como Cazadora.
Pero al llegar a Sunnydale descubre que esto le será imposible. Ya que para su disgusto conocerá a su Nuevo vigilante, Rupert Giles. Poco a poco este se convierte para Buffy en el padre que nunca ve, al estar divorciados sus progenitores. Este le informa de que Sunnydale está situada sobre La Boca del Infierno, un lugar donde se reúnen las fuerzas místicas y que atrae a los demonios, por lo que no podrá olvidarse de que es La Cazadora. Pero también se encontrará con nuevos amigos Alexander "Xander" Harris y Willow Rosenberg, quienes a partir de ese momento conocerán su secreto, la ayudarán en su lucha y se convertirán en sus mejores aliados.
También conoce a Ángel, del que se enamora, en su primer beso descubre que es un vampiro. Más tarde averiguará que Ángel es el único vampiro poseedor de un alma, que le fue impuesta como castigo por matar a una gitana. Su relación romántica tiene su punto bajo cuando tienen relaciones sexuales, lo que provoca que Ángel pierda su alma. Los gitanos habían sujetado el alma con una maldición, que si el vampiro llegaba a tener un momento de felicidad pura, la perdería. Angel ha vuelto a ser Angelus; momento a partir del cual se convierten en enemigos mortales. Él empieza una tortura psicológica que lleva hasta el extremo de matar a Jenny Calendar, lo que hace que Rupert (Giles) decida matar a Angelus, pero se encontró con los "Amigos" de él y lucharon. Giles perdió.
Luego de pensar un buen tiempo Buffy comprende que tendrá que matar a Ángel. Ángel se une a sus antiguos “amigos” Spike y Drusilla tomando el mando y tratando de acabar con el mundo usando un demonio llamado Acathla. Buffy tiene que pararlo para lo que va a contar con la inesperada ayuda de Spike. Por desgracia acaba confesando a su madre que es la Cazadora, su madre no se lo toma muy bien dándole un ultimátum, si abandona la casa en ese momento no quiere que vuelva.
Buffy se dirige a enfrentar a Angelus, mientras Willow, restaura el alma de Ángel, pero Xander nunca le da ese mensaje a Buffy y la chica se ve obligada a matar no a Angelus sino a Ángel para poder cerrar así la puerta al infierno que Angelus abrió, lo que envía a Ángel a una dimensión infernal donde sufrirá torturas sin límite.
Destrozada y ante la incomprensión de su madre abandona Sunnydale, sin decir nada a nadie, pero en Los Ángeles, tiene que enfrentarse de nuevo a demonios, y se da cuenta de quién es y regresa a Sunnydale. De vuelta en Sunnydale, cuando intenta adaptarse a su vida, aparece la cazadora llamada en sustitución de Kendra, que después de un tiempo es asesinada por Drusilla, por lo que le dejan esa tarea que era de Kendra a Faith.Faith es carácter muy cambiante al principio con Buffy luchaban juntas contra el mal, pero finalmente Faith se pasa al lado oscuro. Durante una pelea, Buffy apuñala a Faith y la deja en coma. Después de impedir la ascensión y destruir al alcalde, Ángel logra regresar del infierno pero ambos se dan cuenta de que no se puede correr ese riesgo de nuevo, y Angel toma la decisión de salir de allí y mudarse a Los Ángeles. (Dando comienzo a una nueva serie Ángel).
En la Universidad Buffy conoce a Riley Finn, quien forma parte de una organización secreta del Gobierno llamada "la Iniciativa" y que no tiene tan buenas intenciones como él cree. En "La Iniciativa" capturaban a toda clase de demonios y hacían experimentos con ellos, inclusive a Spike, le colocaron un chip que lo retenía para que este fuera "inofensivo" y que no haga daño a ningún ser vivo.
En la siguiente temporada, Buffy recibe en custodia una llave que abre la puerta de todas las dimensiones, el problema es que los monjes transformaron esa llave en humana y se la entregaron como hermana adolescente, Dawn. Para que nadie sospeche los monjes han modificado la memoria de todo el mundo para que Dawn forme parte de sus vidas, sin que quien busca la llave perdida noté cambió alguno en la vida de Buffy. Riley la abandona y tiempo después muere la madre de Buffy. 
Dawn de apodo Dawnie o Bocadito de nata. Su estado actual es:Viva
Buffy sacrifica su vida para salvar el mundo y a su hermana Dawn.
Pero esto no detiene a Willow que con ayuda de la pandilla y un complicado hechizo de resurrección la trae de vuelta en el primer episodio de la sexta temporada, creyendo que la salvan de alguna dimensión demoníaca. Pero Buffy no ha estado en el infierno sino en el cielo y no quiere revelárselo a sus amigos, por lo que usa como confidente a Spike. Pero en episodio musical “Una vez más, con sentimiento” acaba revelando que estuvo en el cielo, al poco tiempo inicia una relación secreta con Spike, que después de un tiempo ella termina.
En la última temporada Buffy tiene que enfrentarse al primer mal, y al regreso de Spike con su nuevo alma, en esta temporada culmina la relación de ambos en palabras de Joss Whedon, Buffy amó a Spike. Aunque cuando se lo dice en el último episodio de la serie él no lo cree porque está a punto de morir. La última palabra que oímos de labios de Buffy es Spike.
Esta vez enfrentándose al Primer Mal, Buffy encuentra la solución para vencerlo en un arma mística que, con la ayuda de Willow, transforma a todas las posibles potenciales Cazavampiros en Cazadoras. Buffy deja de ser la única. Cuando hicieron ese hechizo Buffy dijo: "Cualquiera que quiera ser cazadora, lo será", lo último que sabemos de ella, por la serie Ángel, es que está en Roma buscando a las nuevas elegidas (cazadoras), mientras Dawn se encuentra estudiando en alguna institución de Roma.

## La secundaria Sunnydale
En la Primera Temporada de la serie, Buffy empieza a aceptar sus responsabilidades y peligros de ser llamada como Cazadora. Esperando ser una estudiante normal, Buffy se matricula en el instituto local ("Bienvenido a la Boca del Infierno") y se encuentra con los que serán sus futuros mejores amigos, Xander Harris y Willow Rosenberg; así mismo como a su nuevo Vigilante, Rupert Giles. También conoce a Cordelia Chase, una altanera animadora; y a Angel, un vampiro con alma. Buffy es rápidamente forzada a volver en su papel de Cazadora mientras ella y sus nuevos amigos pelean con vampiros, monstruos y demonios. Crece muy cerca de Giles, quien se convertirá en una figura paterna. La primera temporada se centra en la batalla de Buffy con un líder vampiros de doscientos años conocido como El Maestro y sus seguidores de la Orden de Aurelio. Descubriendo que el infalible Código profetiza su muerte de manos de El Maestro, Buffy considera abandonar la ciudad, pero acepta su destino después de que Willow encontrara cuerpos de sus amigos masacrados en el instituto. Es vencida por El Maestro, quien se alimenta de ella y deja que se ahogue en un charco de agua. Xander consigue resucitarla y vence a El Maestro ("La Chica de la Profecía"). Su muerte, aunque fue breve, activa una nueva Cazadora, Kendra. 
En la segunda temporada de la serie, Buffy sigue cumpliendo su destino como Cazadora con la ayuda de sus amigos. Buffy vive un amor prohibido con Angel y se enfrenta con Spike y Drusilla, los nuevos vampiros de la ciudad (School Hard). En el episodio " Sorpresa", Buffy pierde su virginidad con Angel, inconscientemente deshaciendo la maldición -su alma humana- que fue puesto en él un siglo antes por el clan Kalderash. Sin su alma, Angel se convierte en lo que anteriormente fue, un vampiro malvado, más conocido como Angelus. Se obsesiona en destruir la vida de Buffy, por lo que empieza a atacar a las personas cercanas a ella ("Pasión"). Como Angelus planea destruir el mundo, Buffy es forzada a revelarle su verdadera identidad como Cazadora a su madre, quien exige a su hija quedarse en casa, diciéndole que no vuelva a casa si se marcha. Mientras Buffy pelea con Angelus, intentando prevenir que este abra un vórtice a una dimensión infernal, Willow hace un hechizo para instaurar nuevamente su alma. El hechizo funciona perfectamente, pero es demasiado tarde, y Buffy, reticente, apuñala a Angel con una espada, enviándolo a esa dimensión infernal. Traumatizada por todos estos eventos, Buffy deja Sunnydale ("Becoming"). 
En la tercera temporada, Buffy está fuera de la ciudad, intentando apartarse de todo lo referente a su vida interior: ser Cazadora, sus amigos y su familia. Después de varios meses en Los Ángeles, regresa a Sunnydale y empieza a reparar las relaciones con aquellos cercanos a ella mientras intenta superar la muerte de Angel y su papel en ello. Sin embargo, Angel regresa misteriosamente y Buffy todavía siente algo por él. Mientras tanto, también deberá intentar ayudar a la rebelde y nueva Cazadora Faith, quien se convierte cada vez más destructiva y desleal mientras se adentra en el lado oscuro ("Chicas Malas"). Los guionistas explicaron que crearon a Faith como un camino para explorar el lado oscuro de Buffy sin destruir el personaje: Faith muestra lo que Buffy podría haber sido sin sus familiares y sus amigos. Sin llegar a ser una más del grupo, Faith encuentra un amigo en el siniestro Alcalde de Sunnydale, quien está preparando ser un demonio de puro en el Día de la Graduación de la secundaria Sunnydale. Cuando Buffy se entera de que Angel está al borde de la muerte después de ser envenenado por Faith, debe beber de la sangre de una Cazadora para poder sobrevivir, Buffy intenta sacrificar a Faith para poder salvarlo. Su batalla deja a Faith en coma, y Buffy finalmente salva a Angel con su propia sangre. Gracias al poder de curación que tienen las Cazadora, Buffy se recupera de la pérdida de sangre a tiempo de guiar a sus compañeros en una batalla contra el recién transformado Alcalde y sus seguidores, culminando en una explosión que destruye tanto al Alcalde como a la misma secundaria Sunnydale. Mientras todo se aclara, Angel se marcha a Los Ángeles, para que así Buffy pueda intentar tener una vida más normal sin él ("Graduation Day").

## Universidad
En la Cuarta Temporada, Buffy debe equilibrar sus responsabilidades como Cazadora con su nueva vida de estudiante universitaria en la Universidad de Sunnydale. Su incorporación a la vida universitaria es complicada debido a amenazas místicas (incluyendo, entre otras cosas, un compañero demoníaco, hombres-lobo, cervezas encantadas), el retorno de Spike (ahora incapaz de hacerle daño a humanos), y un desastroso "free" con Parker Abrams, un estudiante del campus. Buffy también tiene desconexiones de sus amigos, quienes parece que se mueven en distintas direcciones. Buffy atrae la atención de Riley Finn, quien es (como ella pronto descubre) un miembro de la Iniciativa, una sociedad secreta del gobierno creada para buscar y encontrar místicas y demoníacas criaturas, liderados por la profesora de psicología de Buffy, Maggie Walsh. Buffy pronto unirá sus fuerzas con el equipo de Riley. Sin embargo, Riley y Buffy se desilusionan con la Iniciativa después de que la Profesora Walsh traiciona a Buffy, y descubren que es la creadora de un demonio-cibernético llamado Adam, el prototipo de una raza de super-guerreros, creado a partir de las búsquedas demoníacas de la Iniciativa. Buffy, Willow, Xander y Giles literalmente se unen para derrotar a Adam en el penúltimo episodio de la cuarta temporada "Primeval", invocando el poder de la Primera Cazadora. 
En la Quinta Temporada, Buffy hace frente a sus peores peligros, mientras que sigue abrazando su destino. Una hermana menor, Dawn, misteriosamente aparece en la vida de Buffy, haciendo que su existencia sea integrada en los recuerdos de Buffy, su madre y sus amigos. Buffy descubre que Dawn no es su hermana y pronto se entera de que un grupo de monjes "crearon" un cuerpo humano para esconder "La Llave", una energía cósmica que podría abrir una puerta interdimensional, para una peligrosa e inestable mentalmente diosa llamada Glory. Mientras tanto, Spike lentamente empieza a darse cuenta de que se ha enamorado de Buffy, y se vuelve una presencia más continua y fiable en la vida de Buffy, ayudando en peleas contra demonios. Buffy sufre mucho desorden emocional en esta temporada, como la deterioración de su relación con Riley y la inesperada muerte de su madre de un aneurisma ("The Body"). Mientras que está en una visión de búsqueda, el espíritu de la Cazadora original le dice que "la muerte es su regalo", un mensaje que ella difícilmente entendió. En el último capítulo de la temporada "The Gift", Buffy finalmente entiende el significado del mensaje y sacrifica su propia vida por la de Dawn. Se sumerge en un portal interdimensional, cerrándolo y salvando el mundo. Es enterrada a las afueras de un bosque en Sunnydale, con el epitafio: "Salvó el mundo". Pudiendo descansar finalmente, Buffy va al cielo y encuentra la paz.

## Resurrección
En la Sexta Temporada, Buffy se encuentra con la depresión y la pérdida. Es resucitada por Willow, Xander, Tara y Anya, quienes piensan que podría estar en el infierno debido a las circunstancias místicas de su muerte. La transición de la vuelta a la vida de Buffy es difícil. Ella experiencia el dolor de haber sido arrancada del paraíso, así como de las responsabilidad de cuidar a Dawn y pagar las facturas. Buffy también es forzada a encararse con el llamado Trío, de los cuales sus crímenes tontos se irán tornando más oscuros mientras la temporada avanza. Teniendo un mundano y degradante trabajo en el Palacio de la Doble Hamburguesa de Carne, cae en una profunda depresión y empieza una violenta relación sexual con Spike, quien no deja a ninguno de los dos satisfechos. Buffy después admite a Spike que simplemente lo está usando, y rompe con todo. Spike más tarde la arrincona en su baño e intenta violarla, Buffy pelea con él, y Spike, horrorizado de sus acciones, deja Sunnydale en busca de su alma ("Seeing Red"). Cuando Warren Mears asesina a la novia de Willow, Tara Maclay, Willow se vuelve una psicótica con poderes oscuros, exigiendo venganza contra Warren y planeando la destrucción del mundo. Después de que Xander fuera en busca de Willow al final, Buffy promete cambiar su autodestructivo comportamiento para poder estar con su hermana ("Grave"). 
En la séptima temporada, Buffy desarrolla una nueva perspectiva sobre su destino, poder y condición de mujer, cuando se enfrenta con el trato del Primer Mal. Los causantes, agentes del Primero, están asesinando a las Cazadora Potenciales de todo el mundo en un intento de acabar con la línea de Cazadoras. La casa de Buffy rápidamente se encuentra llena de Jóvenes Potenciales, que vienen a Sunnydale en busca de protección.
Buffy es la líder natural de las chicas, quienes inicialmente la tratan con respeto. Trabaja para entrar a las Potenciales para poderse enfrentar al Primero, sin embargo, sus métodos, tácticas y decisiones empiezan a hacer que las chicas empiecen a desconfiar. Las Potenciales continúan perdiendo la fe en la dirección de Buffy mientras los peligros alrededor de ellos llevando a que las chicas se amotinen. Todos eligen a una reformada Faith como la nueva líder, y Dawn le dice a Buffy que deje la casa ("Empty Places"). Solo Spike se muestra leal a Buffy, y la cazadora pasa dos noches de cercanía emocional con él antes de la batalla final contra las armadas del Primero. Buffy recupera la confianza del grupo y les informa del plan que tiene para compartir su poder con todas las potenciales del mundo. En el último episodio de la serie "Chosen", tiene lugar una gran batalla entre el ejército de cazadoras y los vampiros Turok-Han. Spike se sacrifica a sí mismo para cerrar la boca del infierno, y el grupo escapa mientras Sunnydale se desmorona dentro un gran cráter.

## Poderes y Habilidades
Como una Cazadora, Buffy tiene los poderes inherentes en la línea de Cazadoras, incluyendo fuerza sobre humana, velocidad, agilidad, reflejos, durabilidad, acelerada curación y a veces la habilidad para sentir la presencia de demonios. También tiene "Sueños de Cazadora", una forma de precognición que la advierte de peligro o que le sirve también para solucionar problemas. Por ejemplo, sus sueños la advertían tanto de su muerte a manos de El Maestro como de la muerte de Angel. Pronto después, Angel pierde su alma y se convierte en Angelus, volviéndose realidad su visión. En otra ocasión, Buffy habla con una Faith en coma a través de un sueño, aprendiendo como derrotar al Alcalde. 
Además, Buffy muestra una fuerte habilidad para liderar a otras personas en batallas. 

## Caracterización

### Orígenes

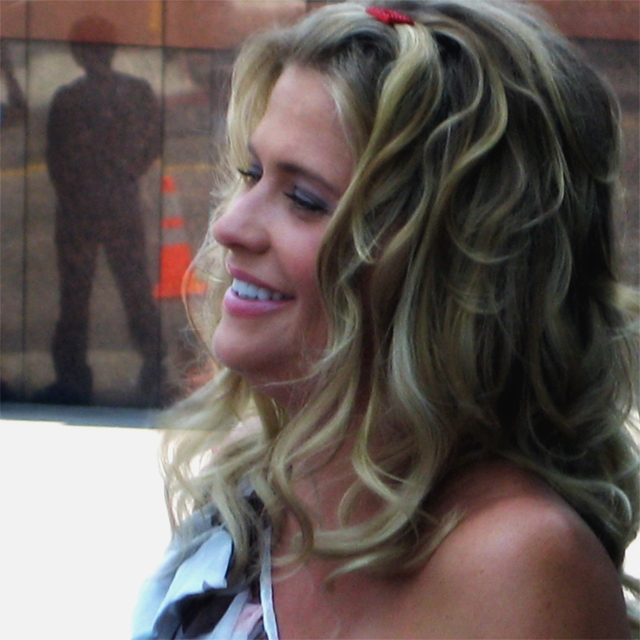
Kristy Swanson interpreta a Buffy en la película

Joss Whedon inicialmente creó el personaje de Buffy Summers como una manera de alejar el cliché de la típica chica en las películas de miedo que es asesinada por el monstruo. Whedon dijo que la fuerza de su propia madre fue la inspiración para "Rhonda la Camarera Inmortal" (la primera encarnación de Buffy en su cabeza) -una aparentemente insignificante chica que, de hecho, resulta ser extraordinaria. Whedon también ha admitido que la personalidad de Buffy fue en gran parte basada en Kitty Pride, un personaje de los cómics de X-Men, cuyo líder, Scott Summers, comparte el apellido de Buffy. 
Aunque la visión de Whedon de la mujer autoritaria no era tan aparente como a él le hubiera gustado en la película de 1992 Buffy la Cazavampiros, le dio una segunda oportunidad para modelar al personaje cuando Gail Berman se acercó a él con la idea de transformar la película en una serie de televisión. Después de esto, creó un personaje más fuerte y más complejo.

### Personalidad
En el Instituto Hemery, Buffy era una animadora muy popular, pero en Sunnydale tiene que lidiar con ser una marginada social, al tener que comportarse de una manera misteriosa para proteger a las personas alrededor de ella. Con este aislamiento, desarrolla un lado más sensible, diferenciándola de las otras Cazadoras del pasado, que eran promovidas a dejar a un lado los sentimientos personales. 
Cuando su inteligencia o habilidades han sido cuestionados, así como cuando estaba bajo investigación por el Consejo de Vigilantes ("Control"), Buffy responde mal a la autoridad y es incapaz de completar alguno de los retos que le dan. También debería aparecer como la "tonta rubia" pero en su confrontación con el Consejo, Buffy parece tener un avanzado sentido de conocimientos que no se le ha venido a través de métodos tradicionales. La fuerza en su personalidad a veces hace que le se difícil aguantar el control. 
Aunque Buffy a veces habla como si tuviera problemas en lo que académicamente se refiere, cuando hace los exámenes durante su último año de instituto, tiene una marca sorprendentemente alta, permitiéndole tener la oportunidad de ir a cualquiera universidad que ella elija, aunque al final termina asistiendo a la universidad de Sunnydale, por razones de Cazadora.

### Apariencia
Al inicio, Todd McIntosh, el supervisor de maquillaje, le dio a Gellar un suave tono y le dio un look muy natural. Sin embargo, se decidió más tarde que era inapropiado para el personaje, y que Buffy necesitaba un look más de chica adolescente. McIntosh cambió su maquillaje, dándole sombras de ojos fríos y colores de labios como turquesa o aqua marinas, uñas coloreadas fuertemente, y pelo rubio. En un intento de preservar la seriedad del personaje, la ropa de Buffy se volvió cada vez menos recargada y empezó a quitarse la apariencia de un personaje fuerte, femenina y madura. Desde el inicio de la serie, mostró un cariño a las chaquetas de cuero, y un aspecto de su carácter se vio en el episodio "La Chica de la Profecía" donde lleva un vestido de baile con una chaqueta de cuero y una ballesta. La idea de feminidad se mezcló con la militaridad, y esto también se verá en siguientes temporadas. En la Tercera Temporada, pocas veces vemos a Buffy con faldas cortas (parcialmente pedido por Sarah Michelle Gellar) y en su lugar la vemos con faldas largas o pantalones.

## Intereses románticos
Las relaciones románticas de Buffy son muchas veces el centro de algunas historias a través de la serie. Como oposición a Faith, Buffy busca relaciones serias en vez de citas ocasionales, pero normalmente es llevada a relaciones peligrosas. 
A través de las tres primeras temporadas de la serie de televisión, Buffy intenta seriamente tener relaciones "normales" con chicos del instituto como Owen Thurman y Scott Hope, con poco éxito. En lugar de eso, se encuentra a sí misma atraída por Angel, y sigue atraída por él incluso después de la revelación de que él es, de hecho, un vampiro. La pareja improbable de un vampiro y una Cazadora es usualmente comentada en la serie. La pérdida de virginidad de Buffy con Angel que lo convierte en un monstruo sin corazón es una metáfora para la situación de la vida real en que un novio no llama a su chica al día siguiente. En la tercera temporada, Buffy y Angel son forzados a ver la realidad de sus limitaciones como pareja. Los guionistas explicaron que no podían ir más lejos con la historia de pareja, y que no poder consumar una relación con la persona que amabas es una situación muy real para muchas adolescentes. Angel se da cuenta de que está impidiendo que Buffy tenga una vida normal, y deja la ciudad, pero regresa en algunas ocasiones cuando siente que ella podría necesitarle. 
Después de la partida de Angel, Buffy intenta seguir adelante teniendo una aventura de una sola noche con un estudiante universitario, Parker Abrams. Se derrumba cuando se da cuenta de que, después de esa noche, Parker la ignora, queriendo solo pasar "un buen rato". Después de recuperarse de eso, es perseguida por Riley Finn, un soldado de la Iniciativa. Aunque Riley sacrifica su carrera y sus amigos para estar con Buffy, se siente continuamente defraudado por ser demasiado abierta y vulnerable con él, admitiéndole a un sorprendido Xander: "Buffy es como nadie más lo es en este mundo... Pero ella no me quiere". Riley también siente que él no es lo suficientemente agresivo o fuerte para satisfacer a Buffy de la manera en la que lo hacen los vampiros, un hecho del que Spike se aprovecha, diciéndole: "La chica necesita algo de monstruo en su hombre, y eso no está en tu naturaleza". A pesar de sus esfuerzos para entender los deseos oscuros de Buffy, Riley se marcha y deja Sunnydale para volver a ser militar. La guionista Jane Espenson admitió que en la relación de Buffy con Riley nunca hubo el fuego que había en la relación de ella con Angel. Marc Blucas (Riley Finn) describe la relación de su personaje con Buffy como algo con lo que mucha gente podría identificarse. 
En la sexta temporada, Buffy intenta superar su traumática resurrección teniendo una destructiva relación sexual con Spike. Incluso más tarde le reconoce a Spike que simplemente lo está usando. La relación termina violentamente, cuando Spike intenta violarla, pero poco a poco empieza a confiar nuevamente en él en la séptima temporada, después de que Spike recuperara su alma para ser digno de ella. Al final de la serie, consiguen tener una cercanía emocional. Mientras Spike se prepara para sacrificarse para salvar al mundo, Buffy finalmente le dice que le quiere, a lo que él dice: "No, no me quieres. Pero gracias por decirlo". 
En "La Elegida", Joss Whedon le da a los fanes esperanzas de que Buffy y Angel van a terminar juntos. Mientras ella admite que tiene sentimientos por Spike, afirma que está creciendo como persona, y que todavía no ha decidido lo que quiere de una relación. Joss Whedon lo explica de esta manera para mantener contentos tanto a los fanes de las relaciones Buffy/Angel como a los Buffy/Spike. De una manera similar, en el episodio de la serie Angel, "La Chica en Cuestión", donde Angel y un resucitado Spike viajan a Roma para encontrar a Buffy, Andrew explica a los dos vampiros que "Buffy os quiere a los dos, pero tiene que vivir su vida". En este episodio, se supone que Buffy está saliendo con el Inmortal, a quien Angel describe como "un chico de cientos de años con un pasado oscuro que puede o no ser malvado". En realidad, Buffy no estuvo con nadie más desde la "muerte" de Spike en la Boca del Infierno, pero todavía disfruta con fantasías sexuales sobre Spike y Angel, como se puede ver en su sueño.[cita requerida]
Cuando Buffy crea su "armada" de Cazadoras, una joven llamada Satsu se convierte en su principal aliada, mayormente debido a sus destrezas de combate. Satsu se enamora de Buffy. Cuando Amy pone a Buffy bajo la influencia de un hechizo de amor, que solo puede ser roto por el beso de alguien que está enamorado de ella, es Satsu quien la besa. En "Una Bella Puesta de Sol", Buffy le dice a Satsu que no comparte esos sentimientos, sin embargo acaban acostándose para sorpresa de sus amigos.
Los guionistas han jugueteado muchas veces con el concepto de Buffy y su mejor amigo Xander para ser una pareja romántica. Xander estaba enamorado de Buffy en las primeras temporadas, pero al final no consiguió nada, ya que Buffy lo rechazó cuando finalmente él admitió sus sentimientos. Cuando Buffy se encuentra a sí misma realmente atraída por Xander mientras está bajo la influencia de un hechizo de amor, ella le estuvo muy agradecida de que él no se aprovechara de la situación. Más recientemente, Buffy tiene un extraño sueño en el que se le acerca a Xander, besándolo en los labios, causando su muerte. Jane Espenson dice en un comentario del DVD de "Programada para Amarte" que "se pensó que los dos terminarían juntos". Sarah Michelle Gellar dijo que "honestamente pienso que la intención original de Joss era juntar a Xander y a Buffy. De verdad lo creo".

## Muertes
Buffy ha muerto en tres ocasiones: 
- En "La Chica de la Profecía" el Maestro hipnotizaba a Buffy, bebía de su sangre para debilitarla, la empujaba a un estanque con poco fondo, ahogándola. Luego fue resucitada por Xander, usando Reanimación Cardio-pulmonar. Esto fue a los 16 años
- En "El Deseo", cuando un deseo transporta a Cordelia en una realidad alternativa, Buffy lucha con el Maestro nuevamente, pero él le rompe el cuello. El deseo fue invertido en el mismo momento en que Buffy muere, a los 17 años
- En "El Regalo", salta desde una torre a un místico portal para salvar al universo y todas las dimensiones del caos. Después de meses de preparación, Willow consigue resucitar mágicamente a Buffy, con la ayuda de Xander, Anya y Tara, con 20 años

## Curiosidades
- Además de Kristy Swanson y Sarah Michelle Gellar, otras cinco actrices han hecho el papel de Buffy. En flashbacks en la serie, una joven Buffy fue interpretada por Mimi Paley, Alexandra Lee y Candice Nicole. En la Cuarta Temporada, Buffy sufre una mágica crisis de identidad y, habiendo intercambiado cuerpo con Faith, fue Eliza Dushku quien interpretaba a Buffy (en los episodios "La Chica de este Año" y "¿Quién Eres Tú?"). Giselle Loren ha interpretado a Buffy en los videojuegos.

## Parodias
El impacto que tuvo la serie de televisión Buffy la cazavampiros en la cultura popular ha provocado que sea infinitamente parodiada por los distintos medios del arte siendo la televisión los más influyentes. Incluso ha afectado a las expresiones de Vulgarismo.
- En la serie de animación Las nuevas aventuras de Jimmy Neutron el personaje Cindy Vortex se disfraza de Buffy Summers.
- En el episodio Strange Attractors con un tema parecido al Halloween de la serie de televisión Heroes. Becky le dice a Claire "tranquila Buffy" poco después de ser golpeada por la última.
- En el episodio Big Time Halloween de la serie cómica estadounidense Big Time Rush James Diamond disfrazado de vampiro se enamora de una chica disfrazada como "Muffy la cazavampiros".
- En la serie Friends en un episodio en que Ursula, la hermana de Phoebe, hace películas pornográficas y se hace pasar por Phoebe, una de sus películas se llama "Buffay la Cazavampiros" y es más, la empiezan a ver.
- En la película ¿Y dónde están las rubias? se hace una breve referencia a la serie, en lugar de decir Buffy, la Cazavampiros se dice: ¡Buffy, el Cazablancas!
- En un capítulo de Charmed, Phoebe dice las líneas ‘¿dónde está Buffy cuando la necesitas?’ dentro de un cementerio.
- En Archie Comics: Betty Cooper se disfraza como Bunny, la Cazavampiros para Halloween.
- En un episodio de Supernatural (‘Hell House’), dos cazadores de fantasmas amateurs se preguntan a sí mismos ‘¿qué haría Buffy?’.
- En un episodio de Farscape (‘Promises’), John Crichton, confrontado por Scorpius quien creía que había muerto, pregunta ‘¿Criptonita? ¿Balas de plata? ¿Buffy? ¿Qué se necesita para llevarte a la tumba?’.
- En un episodio de Smallville, Lana Lang se transforma en una vampiresa llamada ‘Buffy Sanders’.
- En la serie canadiense Big Wolf on Campus, un episodio muestra a ‘Muffy el cazador de hombres lobo’ y uno de sus personajes (Merton Dingle) tiene un enamoramiento por Saraha Michelle Gellar.

## Apariciones
Buffy apareció en 158 episodios canónicos dentro del Buffyverso:
Buffy the Vampire Slayer
Apareció en 144 Canónicos episodios de Buffy
Angel
Primera temporada: "Siempre te recordaré" "Sactuario"